# Организация исламского сотрудничества
Организация исламского сотрудничества (англ. Organisation of Islamic Cooperation (OIC), араб. منظمة التعاون الاسلامي‎, фр. Organisation de la Coopération Islamique) — международная организация исламских стран (до 2011 года называлась Организация Исламская конференция, ОИК).
Площадь: 32 087 666 км² (без Сирии — 31 902 486 км²).
Население: 1 971 484 701 чел. (Может меняться)

## История
Была основана 25 сентября 1969 года на конференции глав мусульманских государств в Рабате с целью обеспечения исламской солидарности в социальной, экономической и политической сферах, борьбы против колониализма, неоколониализма и расизма, а также для поддержки Организации освобождения Палестины. Статус наблюдателей имеют Босния и Герцеговина, Центрально-Африканская Республика, Российская Федерация, а также Национально-освободительный фронт Филиппин Моро и ряд организаций (ООН, Движение неприсоединения и др). Штаб-квартира организации находится в Джидде (Саудовская Аравия).
28 июня 2011 года решением состоявшейся в Астане 38-й сессии Совета министров иностранных дел (СМИД ОИК) Организация Исламская конференция переименована в Организацию исламского сотрудничества (ОИС).
Организация исламского сотрудничества является самой крупной и наиболее влиятельной официальной правительственной мусульманской международной организацией. В настоящее время объединяет 57 стран (вместе с Сирией) с населением около 2 млрд человек. Первоначально в её состав входили 25 государств Азии и Африки и Организация освобождения Палестины. Цели создания ОИК: сотрудничество между мусульманскими государствами, совместное участие в деятельности на международной арене, достижение стабильного развития стран-участниц.
Руководящие органы ОИК: встреча королей, глав государств и правительств (саммит), конференция министров иностранных дел, генеральный секретариат и вспомогательные органы (Статья 3 Устава ОИК). Встреча королей, глав государств и правительств (саммит) определяет общую политику мусульманских государств. Подобные встречи проводятся раз в три года.
Конференция министров иностранных дел проводится ежегодно. При необходимости созываются внеочередные конференции. Генеральный секретариат является исполнительным органом ОИК. Главой секретариата является Генеральный секретарь, который избирается конференцией Министров иностранных дел на четырёхлетний срок. Полномочия Генерального секретаря могут быть продлены только один раз. У генерального секретаря четыре заместителя: по политическим вопросам, по науке и технологиям, по экономическим вопросам, по социальным, культурным и информационным вопросам. Помимо заместителей есть директор кабинета, который организует чисто техническую работу секретариата.
В составе Генерального секретариата действует ряд отделов: социально-экономический, по науке и технике, по делам Азии, по делам Африки, по международным вопросам, информации, по правам человека и делам религиозных меньшинств, по делам мусульманских неправительственных организаций и др.
В настоящее время ОИК переживает период модернизации. В этой связи, на очередном Саммите ОИК в Дакаре (Сенегал) в марте 2008 года был принят новый Устав Организации.
Организация Исламская конференция (ОИК) решением участников 38-й сессии СМИД, проходившем в Астане 28-30 июня 2011 года, переименована в Организацию исламского сотрудничества (ОИС). «Я объявляю резолюцию об изменении названия и о новой принятой эмблеме Организации», — заявил в первый день сессии министр иностранных дел Казахстана Ержан Казыханов. Примечательно, что эта сессия СМИД ОИК/ОИС стала первой, где тайным голосованием представителей государств-участников избиралась страна-хозяйка очередного СМИД. На этот пост претендовали Ирак и Джибути, в результате 39-й СМИД получили африканцы.
28 июня 2011 года председателем 38-й сессии СМИД ОИС стал Казахстан.
1 ноября 2016 года волна критики, возникшая после неудачной шутки о «пустом холодильнике» президента Египта, вынудила Ияд Мадани[кто?] подать в отставку с поста генсека ОИС.
28 ноябре 2020 года новым генеральный секретарём ОИС был избран на пять лет, начиная с ноября 2021 года, дипломат и политик из Чада Хусейн Ибрахим Таха (род. 1951).

## Структура
При ОИС действует ряд самостоятельных организаций, созданных по решениям её конференций и деятельность которых координируется Генеральным секретариатом:
- Исламский банк развития
- Исламская организация по продовольственной безопасности
- Исламское агентство новостей
- Организация радиовещательной и телевизионной службы исламских государств
- Исламская комиссия по экономическим и культурным вопросам
- Исламский центр по профессионально-техническому обучению и исследованиям
- Исламский фонд научно-технического развития
- Центр по исследованию исламского искусства и культуры
- Фонд Иерусалима, Комитет по Иерусалиму
- Исламская торгово-промышленная палата
- Организация исламских столиц
- Центр по статистическим, экономическим и социальным исследованиям
- Комитет исламской солидарности с мусульманскими африканскими странами зоны Сахеля
- Исламская ассоциация судовладельцев
- Исламский центр развития торговли
- Исламский фонд развития
- Исламская организация по вопросам образования, науки и культуры

В перспективе ведется создание Исламского международного суда.

## Генеральный секретариат
Генеральный секретариат был учрежден Первой исламской конференцией министров иностранных дел, состоявшейся в Джидде, Королевство Саудовская Аравия, в Мухарраме в феврале 1970 года.
Генеральный секретариат состоит из Генерального секретаря, который является главным административным сотрудником Организации, и другого персонала, который необходим Организации.
Генеральный секретарь:
избирается Советом министров иностранных дел сроком на пять лет с возможностью продления только один раз. Генеральный секретарь избирается из числа граждан государств-членов в соответствии с принципами справедливого географического распределения, ротации и равных возможностей для всех государств-членов с должным учётом компетентности, добросовестности и опыта.
Генеральный секретарь принимает на себя следующие обязанности:
- Доводить до сведения компетентных органов Организации вопросы, которые, по его мнению, могут служить или препятствовать достижению целей Организации
- Следить за выполнением решений, резолюций и рекомендаций исламских встреч на высшем уровне, а также советов министров иностранных дел и других совещаний на уровне министров
- Предоставлять государствам-членам рабочие документы и меморандумы при выполнении решений, резолюций и рекомендаций исламских встреч на высшем уровне и советов министров иностранных дел
- Координировать и согласовывать работу соответствующих органов Организации
- Подготовить программу и бюджет Генерального секретариата
- Содействовать коммуникации между государствами-членами и содействовать консультациям и обмену мнениями, а также распространению информации, которая может иметь важное значение для государств-членов
- Выполнять другие функции, которые возложены на него исламским саммитом или советом министров иностранных дел
- Представлять ежегодные отчеты Совету министров иностранных дел о работе Организации.

## Члены ОИС
Постоянные члены:
1. Азербайджан
2. Албания
3. Алжир
4. Афганистан
5. Бангладеш
6. Бахрейн
7. Бенин
8. Бруней
9. Буркина-Фасо
10. Габон
11. Гайана
12. Гамбия
13. Гвинея
14. Гвинея-Бисау
15. Джибути
16. Египет
17. Индонезия
18. Иордания
19. Ирак
20. Иран
21. Йемен
22. Казахстан
23. Камерун
24. Катар
25. Кыргызстан
26. Коморы
27. Кот-д'Ивуар
28. Кувейт
29. Ливан
30. Ливия
31. Мавритания
32. Малайзия
33. Мали
34. Мальдивы
35. Марокко
36. Мозамбик
37. Нигер
38. Нигерия
39. ОАЭ
40. Оман
41. Пакистан
42. Палестина[7]
43. Саудовская Аравия
44. Сенегал
45. Сирия
46. Сомали
47. Судан
48. Суринам
49. Сьерра-Леоне
50. Таджикистан
51. Того
52. Тунис
53. Туркменистан
54. Турция
55. Уганда
56. Узбекистан
57. Чад

Наблюдатели:
- Северный Кипр (1979)
- Босния и Герцеговина (1994)
- ЦАР (1996)
- Таиланд (1998)
- Россия (2005)

Международные организации:
- ООН (1976)
- Движение неприсоединения (1977)
- ЛАГ (1975)
- Африканский союз (1977)
- ECO (1995)

Прочие организации:
- НОФ моро (1977)
- Парламентский союз государств — членов ОИК (2000)

## Позиция Индии
Индия выступила против поддержки ОИС решения ООН о плебисците в Кашмире. ООН, в свою очередь, призвала к «ослаблению напряжённости позиций обеих стран» (Индии и Пакистана). Несмотря на то, что Индия является третьей страной мира по количеству мусульман, Пакистан блокировал заявку Индии на вступление в организацию.

## Важные решения
- Каирская декларация о правах человека в исламе (текст)
- Экономика Организации исламского сотрудничества[англ.]